# Pijao
Pijao – miasto w Kolumbii, w departamencie Quindío.